# Ауди R8 (състезателен автомобил)
 Тази статия е за състезателния модел.  За шосейния модел вижте Ауди R8.  
Ауди R8 е състезателен прототип от типа Льо ман, който спечелва пет пъти състезанието 24-те часа на Льо Ман. От 79 старта в състезания за издръжливост от този тип, R8 печели 62, което го прави един от най-успешните състезателни прототипи на всички времена. Моделът е разработен на базата на R8R и R8C, които участват в състезания през 1999 г. През 2006 г. бензиновият R8 е заменен от дизеловия R10, но тъй като последният има нужда от допълнителни тестове и разработка, R8 участва в състезания и през тази година.

## Предистория
През 1998 г. Ауди взима решение да участва в състезания за издръжливост от следващия сезон, следвайки примера на автомобилни производители като БМВ, Мерцедес, Порше и др., които вече имат традиции в подобни състецания на дълги дистанции. Проектът получава названието R8. Ауди сглобява 3.6-литров осемцилиндров V-образен турбодвигател и поръчва на Делара, италиански производител на болиди, да направи болид тип роудстър. Това е моделът R8R. След като става ясно, че ще има промяна в правилата - в клас GT1, в който дотогава участват модели, които задължително трябва да имат и шосейна версия, вече могат да участват и прототипи (този клас вече се нарича LM-GTP) - Ауди решават да участват и с болид тип купе, произведен от британската RTN, наречен R8C. Предимдтвото на роудстър-болидите е по-ниското тегло и позволените по-широки гуми, докато това на купе-болидите е в по-голямата мощност и по-ниското съпротивление.
През 1999 г. два болида R8R дебютират на 12-те часа на Себринг, като един от тях завършва на трето място. На 24-те часа на Льо Ман участват и болиди R8C. Те обаче се оказват доста неблагонадежни – имат доста технически проблеми и не са достатъчно бързи. R8R се оказват по-стабилни, но също им липсва скорост. Двата вида болиди на Ауди са по-бавни с по десет секунди на обиколка от водачите в съответния клас. Въпреки това, заради многото отпаднали автомобили два R8R болида завършват на трето и четвърто място.
За следващия сезон Ауди решава да започне работа над нов болид – R8 – в сътрудничество с Йост Рейсинг (отборът, който дотогава участва с болидите R8R) и Делара. Производството на R8C е прекратено, но по-късно Бентли (Ауди и Бентли са част от Volkswagen Group) доразвиват прототипа и участват с него под името Бентли Спийд 8 в състезания в периода 2001 – 2003.

## R8

### Технически характеристики
Шасито на R8 е от алуминий и карбонови нишки. Двигателят е 3.6-литров осемцилиндров V-образен двигател, като от 2001 г. се използва технологията FSI. Мощността е ограничена до 610 к.с. (455 kW) в периода 2000 - 2002, 550 к.с. (410 kW) през 2003 и 2004 и 520 к.с. (388 kW) през 2005 г. Предаването е задно, а скоростната кутия е шестстепенна секвенциална механична на Рикардо, като смяната на скоростите става по „електронно-пневматичен“ път – съединителят се контролира от компютър, което позволява на пилотът да сменя скорости без да натиска педал, така смяната на скоростите се извършва много по-бързо.
R8 е конструиран така, че поправките по време на състезание да бъдат извършвани за кратко време. Шасито все едно е направено от Лего - частите по него могат да бъдат сменени изключително бързо. Пример за това идва по време на едно състезание, когато механиците на Йост Рейсинг успяват да сменят повреден заден трансаксел за четири и половина минути – обикновено това е процес, отнемащ между един и три часа.

### Успехи
Новият болид R8 дебютира през 2000 г. с победа на 12-те часа на Себринг. Следват победи на 24-те часа на Льо Ман, Малкият Льо Ман и победа в крайното класиране на Американските серии Льо Ман.
В следващите години R8 продължава да доминира. През 2002 г. е оформен хеттрик от три поредни победи на 24-те часа на Льо Ман, което позволява на Ауди да задържи трофея и сега той е изложен в музея на фирмата в Инголщат. Следват победи през 2004 и 2005 г., като хегемонията е прекъсната само през 2003 г., когато състезанието е спечелено от Бентли Спийд 8. Някои обаче считат тази победа като победа за Ауди - Бентли Спийд 8 е базиран на Ауди R8C, двигателят е модифицирана четирилитрова версия на този от Ауди R8, отборът Тийм Бентли е подпоган от Йост Рейсинг и Ауди Спорт ЮК, а един от пилотите е Том Кристенсен, който е петкратен победител с Ауди R8.
В Американските серии Льо Ман Ауди R8 печели шест поредни шампионски титли в периода 2000 – 2005 г., а през сезон 2006 този болид взима участие в три състезания. От общо 63 старта Ауди R8 печели 52.
Единственият сезон на Европейските серии Льо Ман през 2001 г. също е спечелен от болид R8.
R8 триумфира като шампион и през сезон 2004 на Сериите Льо Ман.
В много случаи, когато R8 печели състезание, на второ място (а понякога и на второ и трето) финишира отново болид R8.

## Краят на една легенда
В края на 2005 г. болидът R8 официално е „пенсиониран“ и е обявено бъдещото производство на едноименен шосеен автомобил. През 2006 г. R8 обаче се използва в още няколко състезания от Американските серии Льо Ман. Последният старт на този болид е на 1 юли 2006 г. на пистата Лайм Рок Парк в щата Кънектикът. За това състезание върху него са изписани имената на всички 18 пилоти, спечелили състезание с R8 както имената на 23-те писти, на които се е случило това.

## Рекорди
Освен вече споменатите 5 рекордни титли от 24-те часа на Льо Ман, R8 е и най-бързата кола в клас LMP (Le Mans Prototype) на тази писта: R8 е единственият болид до днес, подобрил рекордното време за една обиколка на Тойота GT-1 - 3:29:930 минути. През 2002 г. автомобилът на Ауди покрива обиколката за 3:29:905 минути. Смята се, че по-бързите обиколки по време на състезанието през 2007 г. се дължат на промяната на трасето, въпреки че анализатори пресмятат, че Ауди R10 и Пежо 908 биха могли да обиколят и стария маршрут за по около 2:28 минути.
Франк Биела е пилотът с най-много победи зад волана на Ауди R8 – 21.